# Государственное богатство народов
«Государственное богатство народов, или Как управление государственными активами может усилить или подорвать экономический рост» (Palgrave Macmillan, 2015) — научно-популярная книга шведских экономистов Дага Деттера и Стефана Фьольстера, в которой утверждается, что правительства стран владеют коммерческими активами стоимостью в триллионы долларов. Такие активы включают предприятия, недвижимость, лесные массивы и тому подобное. Ими часто управляют неудовлетворительно.
В книге объясняется, как можно улучшить управление такими активами, изолировав его от политического вмешательства. Это возможно благодаря передаче активов в независимые фонды национального богатства (ФНБ) — холдинговые компании, профессиональные управляющие которых могут «выжать» из управлению этими активами такой же результат, какой они «выжимают» из управления частными.
Журнал The Economist включил книгу в свой список «Книг 2015 года», а газета Financial Times — в «Лучшие книги 2015 года». Авторы доказывают, что за счет улучшения управления государственными активами можно повысить стандарты жизни и укрепить демократические институты во всем мире. Профессиональное управление государственными активами способно увеличить поступления в государственную казну на 2,7 триллиона долларов США в год — сумму, которой достаточно для того, чтобы вдвое увеличить объем инвестиций в инфраструктуру.